# Partamásiris
Partamásiris (em latim: Parthamasiris; em grego: Παρθαμασίρης; romaniz.: Parthamasíres), também conhecido como Partamasir ou Partomásiris (em latim: Parthomasiris), foi um príncipe parta do final do século I e início do II que serviu como rei cliente romano da Armênia de 113 a 114.

## Vida
Partamásiris foi um dos três filhos do xainxá Pácoro II (r. 78–110) de uma mãe anônima. Através de seu pai, era membro da casa real parta, portanto, parente da dinastia arsácida da Armênia. Em 113, o tio paterno de Partamásiris, o xainxá Osroes I (r. 109–116), depôs seu irmão Axídares como rei da armênia em 113 e o instalou no trono para evitar guerrear com o imperador Trajano (r. 98–117). Axídares foi colocado no trono armênio por seu tio paterno sem consulta romana, o que levou Trajano a ver a ação de Osroes I como um convite à guerra com a Pártia.
Quando Trajano avançou com seu exército à Pártia, o imperador recebeu Partamásiris. Espera poder manter seu trono, mas foi rejeitado depois que Trajano o ouviu e recusou seu pedido. Após rejeitar o pedido, Trajano anexou a Armênia como província romana. Trajano enviou Partamásiris da Armênia de volta para casa, na Pártia, e prosseguiu com sua campanha militar. No caminho, Partamásiris desapareceu; o historiador David Bivar especulou que Trajano pode ter ordenado seu assassinato.